# Englandsfrivillige
De Englandsfrivillige var de unge danskere som meldte sig til frivillig engelsk krigstjeneste kort efter afslutningen af 2. verdenskrig. De danske kom til at virke i den tids globale brændpunkter, blandt andet Tyskland, Østrig, Italien, Grækenland, Syrien, Palæstina, Malaysia, Ceylon, Indien, Hong Kong, Kenya osv. i årene 1945 – 1948. I alt gjorde de danske frivillige tjeneste i 42 britiske regimenter på 72 forskellige destinationer. Fordi de ikke fik nogen offentlig anerkendelse efter deres hjemkomst til Danmark men derimod mistænkeliggjordes for at have været i fremmed krigstjeneste, er de Englandsfrivillige nogle gange blevet kaldt "Den Glemte Hær".

## Historie
Kort efter krigens afslutning henvendte den engelske regering sig, gennem generalmajor Crowe, til den danske regering med en anmodning om frivillig hjælp til aflastning af krigstrætte engelske soldater. Henvendelsen blev modtaget positivt, og det daværende krigsministerium, udarbejdede herefter rammer for hvervning af de frivillige gennem bekendtgørelse nr. A/3702/4120. Som dansk koordinator og rekrutteringschef blev oberst Christian Lunn udpeget, der fik direkte reference til krigsministeriet. Hvervningen af frivillige blev påbegyndt i september 1945, fra nyoprettede dansk-engelske rekrutteringskontorer som blev oprettet i flere større danske byer. Ansøgningsskemaer kunne rekvireres på alle danske politistationer. Der blev udleveret ca. 22.000 ansøgningsskemaer. Den efterfølgende hvervning resulterede i at ca. 2.400 danske frivillige blev optaget. Mange kvinder var interesserede men blev afvist.
Basale krav for at komme i betragtning, var en alder mellem 18 og 32 år, højde minimum 158 cm, vægt over 50 kg, godt helbred, fysik stærk og mentalt stabil, måtte ikke være officer eller underofficer og villig til at tegne kontrakt af tre års varighed. Der blev ikke stillet krav til at kunne tale og forstå engelsk. Ved deltagelse i en session blev det fastlagt om ansøgeren var egnet til hvervning. De hvervede fik efter datidens forhold en rimelig løn. Eventuel hustru og børn fik udbetalt et ugentlig beløb under mandens hvervningsperiode. Alle frivillige som blev hvervet gennemgik en seks ugers grunduddannelse i Canterbury, England ved General Service Corps.
Det første hold som blev afsendt til Canterbury (17. oktober 1945) var på 34 personer, blev udvalgt på basis af deres engelske sprogkundskaber, med det formål at virke som kontakt mellem de engelske underofficerer, som skulle forestå uddannelsen, og de efterfølgende ankomne danske frivillige.